# لوئی (سرده)
لوئی (نام علمی: Typha) سرده‌ای است شامل حدود ۳۰ گونه از گیاهان گلدار تک‌لپه‌ای از خانوادهٔ لوئیان، که در زیستگاه‌های مرطوب جهان مخصوصاً نیم‌کره شمالی در اطراف تالاب‌ها می‌رویند؛ برگ‌های آنها متناوب و معمولاً قاعده‌ای و به یک ساقه ساده بدون گره متصل است و گل‌های تک‌جنسی آنها در گل‌آذین سنبله متراکم قرار دارد و گرده‌افشانی در آنها با باد انجام می‌شود؛ گل نر به یک جفت پرچم و کرک تقلیل یافته‌است و تعداد زیادی از گلهای ماده در زیر گل نر بر روی ساقه تشکیل یک سنبلهٔ سوسیس‌شکل می‌دهند.
لوئی گیاهی است چند ساله با ساقه‌های زیر زمینی و میوه‌های استوانه‌ای مخمل مانند به رنگ قهوه‌ای و خرمایی و بومی مرداب‌ها، برکه‌ها و باتلاق‌های معتدل و آب‌های شیرین و با ویژگی برگ ریزان پاییزی که ارتفاع آن به یک تا دو متر و البته در مناطقی از قبیل کالیفرنیا، تکزاس، مکزیک و آرژانتین، ارتفاعش به ۵ متر نیز می‌رسد.
این گیاه، به فراوانی در جلگه‌ها و مناطق باتلاقی شمال ایران می‌روید.
از برگ‌های آن در حصیربافی، سبدبافی و… استفاده می‌شود.
دانه‌های آن را کرک‌های پنبه‌ای پوشانیده که شبیه پنبه می‌باشند و باعث می‌شود که دانه پس از رها شدن در زمستان و حتی تا اوایل فروردین به همراه باد به آسانی به اطراف پراکنده شود. برگ‌های آن باریک و دراز است که از قاعده ساقه خارج و به طور عمودی تا رأس ساقه بالا می‌رود.

## گونه‌های ثبت‌شده و دورگه‌های طبیعی
نام‌های به ثبت رسیده از این قرار است:
1. Typha albida – (افغانستان)
2. Typha alekseevii – (قفقاز)
3. Typha angustifolia – آمریکا، هند)
4. Typha × argoviensis – (آلمان + سوئیس)
5. Typha austro-orientalis – (بخش اروپایی روسیه)
6. تیفا آدربایجاننسیس – (ایران)
7. Typha × bavarica – (آلمان)
8. Typha capensis – (آفریقای گرمسیری و جنوبی)
9. Typha caspica – (جمهوری آذربایجان)
10. Typha changbaiensis – (شمال شرقی چین)
11. Typha davidiana – (چین)
12. تیفا دمینجنسیس – آمریکا، استرالیا
13. Typha elephantina – (از الجزایر تا جنوب چین)
14. Typha × gezei – (فرانسه)
15. Typha × glauca (T. angustifolia × T. latifolia) – لوئی هیبرید، لوئی سفید (یک دورگه)[۴]
16. Typha grossheimii – آسیای مرکزی
17. Typha incana – روسیه مرکزی
18. Typha joannis – مغولستان + استان آمور
19. تیفا کالاتنسیس – ایران
20. بوربا – لوئی متداول - بسیار گسترده
21. لوئی برگ‌باریک – جنوب اروپا + بیشتر آسیا
22. Typha lugdunensis – غرب اروپا، آسیای جنوب غربی، چین
23. لوئی کوچک – اروپا + آسیا
24. Typha orientalis – شرق آسیا، استرالیا، نیوزیلند
25. Typha pallida – آسیای مرکزی، چین
26. Typha × provincialis – فرانسه
27. Typha przewalskii – چین، شرق دور روسیه
28. Typha shuttleworthii – اروپا، ایران، ترکیه
29. Typha sistanica – ایران
30. Typha × smirnovii – بخش اروپایی روسیه
31. Typha subulata – آرژانتین، اروگوئه
32. Typha × suwensis – ژاپن
33. Typha tichomirovii – بخش اروپایی روسیه
34. لوئی ترکمنی – ترکمنستان
35. Typha tzvelevii – سرزمین پریمورسکی
36. Typha valentinii – جمهوری آذربایجان
37. Typha varsobica – تاجیکستان